# 小行星9665
小行星9665（英語：9665 Inastronoviny）是一颗围绕太阳公转的小行星。1996年6月5日，克列特在克列特发现了此天体。
这颗小行星的绝对星等为321.8935659333465等。